# 泰安公交2路
泰安市公交公司2路公交车，系沿着龙潭路链接泰山景区和泰安南部高新开发区的线路，由原行走在龙潭路链接火车站到泰山景区的老2路延长而来。

## 历史
2012年8月10日，配合环山路通车，东部尽头改走红门路, 虎山路成为环线。
2013年12月5日，全线采用金龙XMQ6106G2车型，归属K字线路系列，原车型全部转配泰安公交5路。